# Kokane
Kokane, vlastním jménem Jerry B. Long, Jr., (* 1969) je americký rapper. Svou kariéru zahájil v roce 1989 a o dva roky později vydal svou první nahrávku Addictive Hip Hop Muzick. Později vydal řadu dalších alb. Během své kariéry spolupracoval s mnoha dalšími hudebníky, mezi které patří například Snoop Dogg, Game, Dr. Dre, Busta Rhymes, WC, Ice Cube nebo skupiny Tha Dogg Pound a Cypress Hill. V roce 2006 vydal eponymní album se skupinou The Hood Mob.